# هوارد كين
هوارد كين (بالإنجليزية: Howard Caine)‏ مواليد 02 يناير 1926 في ناشفيل، الولايات المتحدة - الوفاة 28 ديسمبر 1993 في لوس أنجلوس، كاليفورنيا، الولايات المتحدة، هو ممثل أمريكي بدأ مسيرته الفنية سنة 1953. امتدت مسيرته الفنية لأكثر من 35 عاما.

## الأعمال
- حكم في نورمبرغ
- ليف إت تو بيفر
- حكاية العمالقة

## روابط خارجية
- هوارد كين على موقع IMDb (الإنجليزية)
- هوارد كين على موقع أول موفي (الإنجليزية)
- هوارد كين على موقع قاعدة بيانات برودواي على الإنترنت (الإنجليزية)
- هوارد كين على موقع قاعدة بيانات برودواي على الإنترنت (الإنجليزية)
- هوارد كين على موقع قاعدة بيانات الأفلام السويدية (السويدية)
- هوارد كين على موقع إن إن دي بي (الإنجليزية)
- هوارد كين على موقع قاعدة بيانات الفيلم (الإنجليزية)